# Jean-Baptiste Gresset
Pour les articles homonymes, voir Gresset.
Jean-Baptiste-Louis Gresset, né le 29 août 1709 à Amiens où il est mort le 16 juin 1777, est un poète et dramaturge français. Il fut jésuite de 1726 à 1735.

## Biographie

### Jeunesse et début de carrière chez les jésuites
Jean-Baptiste Gresset est le fils de Jean-Baptiste Gresset, écuyer, conseiller secrétaire du Roi, et de Catherine Rohault. Il a pour soeur Marie-Thérèse Gresset, mariée à Amiens en 1752 avec Florimond Marié, seigneur de Toulle et Foucaucourt hors Nesle, dont le portrait a été peint en 1741 par Jean-Marc Nattier.
Il entreprend ses études au collège des jésuites d’Amiens en vue d’entrer dans cet ordre à l’âge de dix-sept ans, le 3 septembre 1726. Il passe ensuite au collège Louis-le-Grand, puis enseigne les humanités à Moulins, Blois, Tours et Rouen, où il est apprécié comme professeur.

### Poète badin
Dès 1730, il publie une Ode sur l’amour de la patrie. Un peu plus tard, il découvre le genre littéraire où il excellera : ce sera la poésie badine, raillant et s'amusant de la vie des couvents. Son chef-d'œuvre - dans le genre - est le poème Vert-Vert, ou les Voyages du perroquet de Nevers (1734). Le succès est considérable. Jean-Baptiste Rousseau qualifie ce poème de « phénomène littéraire », à la fois pour l’époque et le talent. La même année, Gresset donne deux autres poèmes dans le même esprit : Le Lutrin vivant et Le Carême impromptu.
D'autres pièces contemporaines, La Chartreuse (1734), Les Ombres, les épîtres Au Père Bougeant, À ma sœur, À ma Muse, etc. – plus graves et plus philosophiques - sont aussi moins réussies.

### Départ de l'ordre des jésuites et vie mondaine

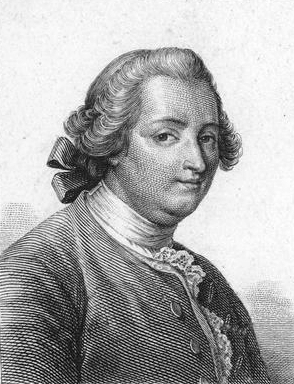
Jean-Baptiste Gresset par Alexandre-Vincent Sixdeniers

La supérieure de la Visitation de Nevers, dont le couvent avait été tourné en ridicule dans Vert-Vert, obtient que le poète soit sanctionné.
Gresset est transféré au collège de La Flèche, où il passe son temps à traduire les Bucoliques de Virgile avant de quitter la Compagnie de Jésus en 1735, sans avoir jamais prononcé de vœux et sans avoir été ordonné prêtre. Il écrit à cette occasion ses Adieux aux jésuites. Il y exprime du regret et de l'émotion :
« Si dans leurs foyers désormais je n'habite,
Mon cœur me survit auprès d'eux. »
Commence alors une vie mondaine où Gresset connaît vite le succès. Il fréquente surtout les salons du duc et de la duchesse de Chaulnes à Paris, et leur château situé en Picardie, entre Amiens et Saint-Quentin. Il fréquente la Société du Caveau où il rencontre Duclos, Piron, Crébillon père et  fils, Collé, Charles-François Pannard, Jean-Philippe Rameau... Il hantera plus tard le « cabinet vert » de l’hôtel de Forcalquier, chez la comtesse de Brancas. Protégé de Madame de Pompadour, il est en butte à la verve des chansonniers jaloux de la faveur dont il jouit.
En 1742, quelques pièces de clavecin dédiées « à la république de Monsieur Gresset » sont publiées à Paris. Dans la préface, le compositeur, signé Voltpb, fait l'éloge de l'état imaginé par Gresset.

### Auteur de théâtre
Se tournant vers le théâtre, il donne d’abord - sans succès - une tragédie de style "troubadour" qui se passe au début de la "guerre de cent ans", Édouard III (1740) et un  drame Sidney (1745) qui constitue une "apologie du suicide". Deux ans plus tard, sa comédie Le Méchant (1747) est un véritable triomphe qui lui ouvre les portes de l'Académie française. Certaines maximes deviennent des lieux communs.
Voltaire et Laclos ( Madame de Merteuil) le citent :
« Les sots sont ici-bas pour nos menus plaisirs » (acte II, sc. 1, vers 512).
« Le jugement d'un seul n'est point la loi de tous », citée à l'époque moderne sous la forme « Le jugement d'un seul n'est pas la loi de tous », (acte IV, sc. 4).

### Académicien
Ce succès lui vaut d'être élu l'année suivante à l’Académie française, où il occupe le 5e fauteuil. Il y remplace, le 28 mars 1748, Antoine Danchet, et il est officiellement reçu par Claude Gros de Boze, le 4 avril suivant.
Il a l’honneur d’être admis à l’Académie royale de Berlin, tout en déclinant l'offre du roi de Prusse de s'établir dans sa capitale.
Il fonde en 1750 l’Académie des sciences, des lettres et des arts d'Amiens, dont il est nommé président perpétuel. 

### Mariage
Il se marie à Amiens le 22 février 1751 avec Marie Charlotte Françoise Galand (Amiens, 11 février 1713 - Amiens, 11 juillet 1787), fille d'un maire d'Amiens, dont il n'aura pas d'enfant.

### Tournant religieux
Est-ce lié à son mariage ? Le fait est que l'on observe un changement moral et religieux dans son attitude et ses écrits.
- Recevant, le 25 août 1754, Louis de Boissy à l’Académie française, il blâme dans son discours ce qu’il appelle l'« indécence des brigues ». La même année, le 19 décembre, répondant au discours de réception de d'Alembert, il s’élève contre les évêques qui manquaient à leur obligation de résidence. Ces critiques déplaisent et donnent lieu à des plaintes qui arrivent chez le roi. Celui-ci ayant marqué son mécontentement, Gresset se retire dans sa ville natale d’Amiens.
- Sur le conseil de l’évêque d’Amiens, il brûle certains de ses projets dont plusieurs œuvres inédites. Il renie ses œuvres légères en 1759, allant jusqu’à maudire la poésie comme un art dangereux, à déplorer le scandale qu’il avait causé par ses comédies et à rétracter solennellement ce qu’il avait pu écrire « d’un ton peu réfléchi, dans les bagatelles rimées dont on a multiplié les éditions » sans qu’il eût « jamais été dans la confidence d’aucune ». Ce revirement allié à de telles invraisemblances suscitent les sarcasmes de Voltaire (notamment dans Le Pauvre diable) et de Piron.
- Le 4 août 1774, Gresset reparait à l’Académie française pour répondre au discours de réception de Jean-Baptiste-Antoine Suard. Dissertant sur l’influence des mœurs sur le langage, dans un discours qui parut un monument de mauvais goût, il s’élève contre l’anglomanie avec force termes de toilette : le discours fit rire le public. Pourtant, Louis XVI lui donne des lettres de noblesse et Monsieur le nomme historiographe de l’ordre de Saint-Lazare.
- Il fit quelques lectures devant l’Académie d’Amiens : Le Gazetin, poème en quatre chants qui ne fut pas imprimé ; Le Parrain magnifique, poème en 10 chants qui ne fut publié qu’après la mort de son auteur ; deux chants qu’il projetait d’ajouter à Vert-Vert –  intitulés « Les Pensionnaires » et « Le Laboratoire des Sœurs » – et auxquels il renonça sur les conseils de son évêque.

Jean-Baptiste Gresset repose dans le transept nord de la cathédrale d’Amiens.

## Hommages posthumes
- En 1781, l'Académie de Rouen, dans le cadre de son concours pour un prix de lettres ou d'éloquence, proposa l'éloge de Gresset. Aucun des mémoires adressés ne fut considéré comme digne de remporter le prix. Le sujet fut représenté en 1782, 1783 et 1784 avec cette fois-ci à la clé une récompense de 1 200 livres. Les mémoires devaient être proposés avant le 15 juin 1785 et, le 25 août 1786, jour de fête de la Saint-Louis, l'Académie décida qu'une fois encore aucun travail ne méritait la récompense. Le prix ne fut pas remis en concours. Toutefois, un des candidats évincés décida de publier son Éloge à Gresset. L'ouvrage parut chez Royet, libraire à Paris, dès la fin de 1785. L'auteur, également ancien élève de Louis-le-Grand, était Maximilien Robespierre. L'incipit de l'éloge était rédigée ainsi : « Le véritable éloge d'un grand homme, ce sont ses actions et ses ouvrages ; toute autre louange parait assez inutile à sa gloire : mais qu'importe ; c'est un beau spectacle de voir une nation rendre des hommages solennels à ceux qui l'ont illustrée ; contempler, pour ainsi dire, avec un juste orgueil, les monuments de sa splendeur et les titres de sa noblesse, et allumer une utile émulation dans le cœur de ces citoyens par les éloges publics qu'elle décerne aux vertus et aux talents qui l'ont honorée[6]. »
- Amiens : une rue du centre-ville reliant l'hôtel de ville à la Maison de la culture porte le nom de rue Gresset.
- Nantes : une rue du centre-ville porte le nom de rue Gresset.
- Nevers : une rue de la ville porte le nom de rue Jean-Baptiste Gresset.
- Paris : une rue du XIXe arrondissement porte le nom de rue Gresset.

## Œuvres
- Vert-Vert, histoire d’un perroquet de Nevers, 1734
- Le Carême impromptu, 1734
- Le Lutrin vivant, 1734
- La Chartreuse, 1734
- Ombres, 1734
- Édouard III, tragédie, 22 janvier 1740
- Sidney, comédie en vers, 3 mai 1745
- Le Méchant, comédie en 5 actes, en vers, 15 avril 1747
- Le Parrain magnifique, poème en dix chants, 1810
- Correspondance avec Frédéric le Grand[7]